# Ренді Гаррісон
Ренді Гаррісон (нар. 2 листопада 1977, Нашуа, штат Нью-Гемпшир), — американський актор, продюсер. Відомий своїм виконанням ролі Джастіна Тейлора в серіалі «Близькі друзі» каналу «Showtime».

## Біографія
Його батько — генеральний директор компанії, що займається паперовою промисловістю, мати — художниця, старший брат — менеджер банку. У віці 11 років Гаррісон переїхав з батьками до міста Альфаретта, штат Джорджія. Вчився у приватній середній школі Pace Academy, в Атланті.
Ренді зрозумів у ранньому дитинстві, що хоче бути актором, відразу після того, як батьки, яким не було з ким залишити хлопчика, взяли його з собою на виставу «Пітер Пен». Його театральна кар'єра почалася ще в шкільному театрі, де він грав безліч ролей, у тому числі головну в постановці Пітер Пен у 1992 році.
Ренді продовжив підкорювати сцену, беручи участь у театральних постановках по всій країні. Він зіграв у таких виставах, як: «Вестсайдська історія» (англ. West Side Story) в театрі Forestburg Playhouse, «Сон в літню ніч» (англ. A Midsummer Night's Dream), The Real Inspector Hound і A Cheever Evening.
У 2000 році отримав диплом бакалавра гарних мистецтв у напрямку мюзиклів, в Музичній консерваторії при Університеті Цинциннаті. Під час навчання він зіграв в таких постановках, як Hello Again, Shopping and Fucking і Children of Eden.
Його дебют як кіноактора відбувся у 2000 році в серіалі «Близькі друзі». У цьому серіалі він грав підлітка, який вчинив так званий «coming out», тобто перестав приховувати свою гомосексуальність, який упродовж серіалу стикається з гомофобією, приходить до тями після злочину на ґрунті ненависті, й перетворюється на самодостатню молоду людину.
У 2002 році Гаррісон отримав роль підлітка ім'ям Шон у телефільмі за однойменною п'єсою «Піф-паф ти мертвий» (англ. Bang, Bang, You're Dead). Того ж року Ренді разом з Марсі Адільман, подругою ще зі шкільних років, зіграли в п'єсі Deviant на найбільшому фестивалі експериментальних театрів, New York International Fringe Festival.
Влітку 2004 року відбувся бродвейський дебют Гаррісона — він грав роль Бока в мюзиклі «Зла» за твором Грегорі Магвайра.
Навесні 2006 його запросили брати участь в Алабамському Фестивалі постановок Шекспіра, де він грав у виставі «Сон в літню ніч» (англ. A Midsummer Night's Dream).
На початку 2007 він приєднався до акторського складу Театру «Ґатрі» (англ. Guthrie Theater), де зіграв роль молодого Тома Вингфілда у постановці за п'єсою Теннессі Вільямса «Скляний звіринець» (англ. The Glass Menagerie).
Узимку 2007—2008, в Нью-Йорку, Гаррісон зіграв Хью Деспенсера-молодшого в постановці твору Крістофера Марло «Едуард II». Навесні 2008 року Ренді виступив у ролі Ероса в виставі за п'єсою шекспірівської «Антоній і Клеопатра». Останні кілька років Гаррісон є постійним учасником беркширського Театрального Фестивалю. У рамках цього фестивалю, в 2005 році Гаррісон виконав роль Алана Странга, головного героя в п'єсі «Еквус» (англ. Equus), після чого, в липні 2006 повернувся на головну сцену, щоб зіграти головну роль у виставі «Амадей» (англ. Amadeus).
Влітку 2007, він виконав дві ролі в рамках фестивалю: у липні він виступив як Біллі Біббіт у постановці «Пролітаючи над гніздом зозулі» за романом Кена Кізі, а в серпні — у ролі Френка Гарднера у виставі «Професія Місіс Воррен» за п'єсою Бернарда Шоу.
Влітку 2008 він виконав роль Лаки у спектаклі «В очікуванні Годо» (англ. Waiting for Godot). Виступ Ренди привернуло увагу критиків, і послужило причиною безлічі утішних рецензій, в тому числі і в театральному браузері «Variety».
У 2006 році Гаррісон з подругою Марсі Адільман заснували «the Arts Bureau», широку організацію, що охоплює театральну і музичну діяльність, а також кіно й письменство. У липні 2007 Ренди і Марсі разом зіграли у першій п'єсі цієї ж організації — спектакль «Heartwarming story, ultimately» за творами А. П. Чехова. У кінці 2007—початку 2008 року Гаррісоні Адільман знялися разом у «Thinking», першій короткометражці «the Arts Bureau» представленій на декількох кінофестивалях.
Влітку 2008 року друзі зняли свій перший повнометражний художній фільм, «Return Shift Escape», у якому знову зіграли разом. Гаррісон запросив у картину свою колегу по «Антонію і Клеопатрі» Крістіну Корпуз, — у новому фільмі вона зіграла кохану Ренді.

## Цікавинки
- Не любить говорити про своє особисте життя
- Йому настільки подобається грати в театрі, що він навіть не хоче повертатися на ТБ
- Улюблений письменник — Вільям Фолкнер, улюблений фільм — Бійцівський клуб
- На лівому передпліччі в нього витатуйований маленький скорпіон (малюнок відповідає його знаку зодіаку)
- гей
- на запитання, чи зустрічався він з ким-небудь у школі: «Ні, я ні з ким не зустрічався. Я був повністю поглинений грою в театрі. Тому на випускний бал я прийшов без хлопця. Наскільки я знаю, я був єдиним геєм у школі».

## Фільмографія
| Рік         | Фільм                 | Оригінальна назва       | Роль           |
| ----------- | --------------------- | ----------------------- | -------------- |
| 2000 — 2005 | Близькі друзі         | Queer As Folk           | Джастін Тейлор |
| 2002        | Піф-паф, ти – мертвий | Bang, Bang, You're Dead | Sean           |
| 2008        | Мислення …            | Thinking…               | Boy            |
| 2009        | Return Shift Escape   | Return Shift Escape     |                |
| 2010        | Юлій Цезар            | Julius Caesar           | Брут           |
| 2012        | Гейбі                 | Gayby                   | Офіціант       |
| 2014        | Такі гарні люди       | Such Good People        | Алекс          |